# Себиха Бенгюташ
Себиха Зия Бенгюташ (на турски: Sabiha Ziya Bengütaş) е първата турска скулпторка.

## Биография
Родена е през 1904 г. в Истанбул. Има сестра и по-голям брат. Учи в училище „Еюбсултан Нумуне“, сега познато като гимназия „Еюп Анатолийска“. Живее четири години в Дамаск, Сирия (тогава част от Османската империя), където баща ѝ е назначен на работа. Продължава образованието си там, посещавайки френско католическо училище в продължение на една година. След завръщането си, семейството ѝ се установява в Бююкада, където завършва средното си образование в училището „Кьопрюлю Фуат паша“. През 1920 г. започва да изучава изобразително изкуство в Катедрата по живопис и в Катедрата по скулптура на Академията за изящни изкуства в Истанбул. Тя е първата студентка в класа. Един от учителите ѝ е Фейхаман Дюран. През 1924 г. получава държавна стипендия за обучение в Академията за изящни изкуства в Рим, Италия, където работи в ателието на Ерменегилдо Луппи.
По-късно се омъжва за дипломата Шакир Емин Бенгюташ, внук на поета Абдулхак Хамит Тархан. Често пътувал в чужбина, придружавайки съпруга си. Двойката се установи в квартал Малтепе, Чанкая в Анкара, след като съпругата ѝ се пенсионира. Осиновява дете на име Нурол, с която прекарва старините си.
Умира на 2 октомври 1992 г. в Анкара.

## Творчество
През 1925 г. три нейни бюста са изложени в експозиция в Галатасарай, Истанбул. На следващата година още три нейни бюста са изложени в експозиция на същото място. Някои от нейните скулптури са бюстове на известни личности като поета Ахмет Хашим (1884 – 1933), драматурга и поет Абдулхак Хамит Тархан (1852 – 1937), първата мюсюлманска киноактриса Бедия Мувахит (1897 – 1994), генерала и държавник Али Фуат Себесой (1882 – 1968), първата дама Мевхие Иненю (1897 – 1992) и политика Хасан Али Юсел (1897 – 1961).

През 1938 г. печели първа награда в два конкурса за скулптури на Мустафа Кемал Ататюрк (1881 – 1938) и Исмет Иненю (1884 – 1973), генерал и държавник. Статуята на Ататюрк е поставена в градината на бившия президентски дворец, а статуята на Иньоню в Мудания (1922). Помага на Пиетро Каноника в създаването на Паметника на републиката, издигнат на площад „Таксим“ в Истанбул през 1928 г.